# 恰奇马河
恰奇马河（俄语：Река Чачма）是俄羅斯萨哈林州诺格利基区河流，由瓦列连河和塔塔马河汇流而成，长31公里，流域面积125平方公里，从距河口42公里处的右岸注入特米河。

## 引用
1. ↑  М·Г·瓦西科夫斯基. . 列宁格勒: 气象出版社. 1973 （俄语）.
2. ↑  . Verumwiki （俄语）.